# Al-Shohadastadion
Het Al-Shohadastadion (Arabisch: ملعب الشهداء الدولي) is een multifunctioneel stadion in Bagdad, de hoofdstad van Irak. Het ligt in het centrum van de stad.
De bouw van het stadion door het Turkse bedrijf Nurol Construction begon in juli 2012. Het werd voltooid in 2014. Het werd grondig gerenoveerd tussen 2018 en 2019. De renovatie, die aanvankelijk veel vertraging opliep, moet ervoor zorgen dat dit stadion één van de groenste wordt in de regio. Het stadion wordt vooral gebruikt voor voetbalwedstrijden, de voetbalclub Al-Quwa Al-Jawiya maakt gebruik van dit stadion. In het stadion is plaats voor 32.000 toeschouwers.
| 1 | 21 januari 2022 | Irak – Oeganda | 1 – 0 | Vriendschappelijk |  |